# Exocentrus ritae
Exocentrus ritae är en skalbaggsart som beskrevs av Gianfranco Sama 1985. Exocentrus ritae ingår i släktet Exocentrus och familjen långhorningar. Inga underarter finns listade i Catalogue of Life.